# Баражування
В авіації баражування (від фр. barrage — загородження) — режим польоту літального апарата (літака, вертольота, БПЛА) зі швидкістю, що забезпечує якнайдовшу тривалість польоту, метою якого є оперативне реагування на появу загрози.
У винищувачах цей режим застосовується для супроводу групи повільніших бомбардувальників до ТВД та їх захисту від атак винищувальної авіації супротивника.
На флоті — режим патрулювання на поверхні води чи під водою, метою якого є виявлення сторонніх об'єктів чи можливих загроз.[джерело?]
Існує окремий тип ударних БПЛА — баражуючі боєприпаси або дрони-камікадзе, для яких характерною можливістю є баражування в районі цілі.